# Élections régionales de 2022 en Rhénanie-du-Nord-Westphalie
Les élections régionales de 2022 en Rhénanie-du-Nord-Westphalie (en allemand : Landtagswahl in Nordrhein-Westfalen 2022) se tiennent le 15 mai 2022, afin d'élire les 181 députés de la 18e législature du Landtag, pour un mandat de cinq ans.
L'Union chrétienne-démocrate du ministre-président Hendrik Wüst remporte la majorité relative, tandis que Les Verts réalisent un résultat historique. En raison du recul de son partenaire, le Parti libéral, le chef de l'exécutif sortant est contraint de bâtir une nouvelle majorité. Il y parvient cinq semaines plus tard, en constituant une coalition noire-verte avec les écologistes.

## Contexte
À la suite des élections régionales de 2017, le chrétien-démocrate Armin Laschet accède au pouvoir après avoir formé une « coalition noire-jaune » avec les libéraux-démocrates, qui bénéficie de l'exacte majorité absolue des sièges, soit 100 sur 199.
Au début du mois d'octobre 2021, Laschet — devenu chef de file de la CDU/CSU aux élections fédérales du 26 septembre précédent — annonce qu'il va quitter ses fonctions et que Hendrik Wüst lui succédera dans ses responsabilités régionales. Celui-ci est élu président de la CDU de Rhénanie-du-Nord-Westphalie le 23 octobre lors d'un congrès extraordinaire à Bielefeld, par 98,3 % des suffrages exprimés, puis est investi quatre jours plus tard ministre-président par 103 voix lors d'une séance du Landtag.

## Mode de scrutin
Le Landtag est constitué de 181 députés (en allemand : Mitglied des Landtags, MdL), élus pour une législature de cinq ans au suffrage universel direct et suivant le scrutin proportionnel de Sainte-Laguë.
Chaque électeur dispose de deux voix : la première (Erststimme) lui permet de voter pour un candidat de sa circonscription, selon les modalités du scrutin uninominal majoritaire à un tour, le land comptant un total de 128 circonscriptions ; la seconde (Zweitstimme) lui permet de voter en faveur d'une liste de candidats présentée par un parti au niveau du land.
Lors du dépouillement, l'intégralité des 181 sièges est répartie à la proportionnelle des secondes voix entre les partis ayant remporté au moins 5 % des suffrages exprimés au niveau du territoire régional. Si un parti a remporté des mandats au scrutin uninominal, ses sièges sont d'abord pourvus par ceux-ci.
Dans le cas où un parti obtient plus de mandats au scrutin uninominal que la proportionnelle ne lui en attribue, il conserve ces mandats supplémentaires (Überhangmandat) et des mandats complémentaires (Ausgleichsmandat) sont attribués aux autres partis afin de rétablir une composition du Landtag proportionnelle aux secondes voix.

## Campagne
Lors d'une réunion organisée le 23 janvier 2021, le comité directeur régional du Parti social-démocrate d'Allemagne (SPD) investit le président de son groupe parlementaire au Landtag Thomas Kutschaty (de), ancien ministre de la Justice du Land, comme chef de file électoral.
L'assemblée régionale du Parti libéral-démocrate (FDP) désigne le 14 juin 2021 son président régional, vice-ministre-président et ministre de la Famille du gouvernement régional Joachim Stamp (de) comme chef de file pour le scrutin de 2022.
À la suite des élections fédérales, le ministre-président et président fédéral de la CDU Armin Laschet confirme qu'il quittera le gouvernement régional, en dépit de la défaite de la CDU/CSU aux élections au Bundestag. Un congrès extraordinaire des chrétiens-démocrates est convoqué à Bielefeld le 23 octobre 2021, au cours duquel le ministre des Transports du Land Hendrik Wüst est désigné président régional de la CDU, candidat au poste de ministre-président et chef de file électoral pour 2022 avec plus de 98 % des suffrages exprimés.
L'Alternative pour l'Allemagne (AfD) choisit son candidat lors d'une convention réunie à Essen le même jour. Le président du groupe parlementaire au Landtag Markus Wagner (de) obtient l'investiture par 258 contre 167 à son seul concurrent Henning Zoz (de), 71 délégués faisant le choix de l'abstention, ce qui donne à Wagner le soutien d'un peu plus de la moitié des délégués présents.
Le 28 octobre 2021, l'Alliance 90/Les Verts annonce que sa présidente régionale depuis 2014 Mona Neubaur sera sa cheffe de file électorale pour 2022. Un congrès prévu deux mois plus tard à Siegen devra entériner cette décision ainsi que le programme du parti écologiste.
Die Linke investit le 15 février 2022 en qualité de cheffe de file Carolin Butterwegge (de), sociologue résidant à Cologne, députée au Landtag entre 2010 et 2012 siégeant au sein du comité exécutif régional depuis 2007 et engagée à partir de 2005 au sein de l'Alternative électorale travail et justice sociale (WASG).

### Principaux partis
| Parti | Parti                                                                              | Idéologie                                                                   | Chef de file                                 | Résultat en 2017           |
| ----- | ---------------------------------------------------------------------------------- | --------------------------------------------------------------------------- | -------------------------------------------- | -------------------------- |
|       | Union chrétienne-démocrate d'Allemagne Christlich Demokratische Union Deutschlands | Centre droit Démocratie chrétienne, libéral-conservatisme                   | Hendrik Wüst (Ministre-président)            | 33,0 % des voix 72 députés |
|       | Parti social-démocrate d'Allemagne Sozialdemokratische Partei Deutschlands         | Centre gauche Social-démocratie, troisième voie, progressisme               | Thomas Kutschaty (de)                        | 31,2 % des voix 69 députés |
|       | Parti libéral-démocrate Freie Demokratische Partei                                 | Centre droit à droite Libéralisme, libéralisme économique                   | Joachim Stamp (de) (Vice-ministre-président) | 12,6 % des voix 28 députés |
|       | Alternative pour l'Allemagne Alternative für Deutschland                           | Droite à extrême droite Euroscepticisme, national-conservatisme, populisme  | Markus Wagner (de)                           | 7,4 % des voix 16 députés  |
|       | Alliance 90/Les Verts Bündnis 90/Die Grünen                                        | Centre gauche Écologie politique, progressisme                              | Mona Neubaur                                 | 6,4 % des voix 14 députés  |
|       | Die Linke La Gauche                                                                | Extrême gauche à gauche Socialisme démocratique, anticapitalisme, populisme | Carolin Butterwegge (de)                     | 4,9 % des voix 0 député    |

### Sondages
| Institut                | Date       | CDU    | SPD    | Grünen | FDP    | Linke | AfD   |
| ----------------------- | ---------- | ------ | ------ | ------ | ------ | ----- | ----- |
| Institut                | Date       |        |        |        |        |       |       |
| Forschungsgruppe Wahlen | 12/05/2022 | 32 %   | 29 %   | 17 %   | 6 %    | 3 %   | 7 %   |
| INSA                    | 12/05/2022 | 32 %   | 28 %   | 16 %   | 8 %    | 3 %   | 7 %   |
| INSA                    | 10/05/2022 | 31 %   | 29 %   | 16 %   | 8 %    | 3 %   | 7 %   |
| Forschungsgruppe Wahlen | 06/05/2022 | 30 %   | 28 %   | 18 %   | 7 %    | 3 %   | 7 %   |
| Infratest dimap         | 05/05/2022 | 30 %   | 28 %   | 16 %   | 8 %    | 3 %   | 8 %   |
| Forsa                   | 04/05/2022 | 32 %   | 28 %   | 17 %   | 7 %    | 3 %   | 6 %   |
| Infratest dimap         | 24/04/2022 | 31 %   | 30 %   | 16 %   | 8 %    | 3 %   | 7 %   |
| INSA                    | 17/04/2022 | 29 %   | 31 %   | 10 %   | 10 %   | 4 %   | 7 %   |
| Forsa                   | 13/04/2022 | 30 %   | 30 %   | 18 %   | 8 %    | 2 %   | 6 %   |
| INSA                    | 05/04/2022 | 28 %   | 30 %   | 15 %   | 10 %   | 4 %   | 7 %   |
| Infratest dimap         | 03/04/2022 | 31 %   | 30 %   | 15 %   | 8 %    | 4 %   | 7 %   |
| Forsa                   | 16/03/2022 | 32 %   | 27 %   | 17 %   | 8 %    | 3 %   | 6 %   |
| INSA                    | 20/02/2022 | 27 %   | 29 %   | 14 %   | 12 %   | 4 %   | 8 %   |
| Forsa                   | 09/02/2022 | 29 %   | 27 %   | 18 %   | 9 %    | 4 %   | 7 %   |
| INSA                    | 24/11/2021 | 26 %   | 28 %   | 14 %   | 12 %   | 4 %   | 8 %   |
| Infratest dimap         | 30/01/2022 | 28 %   | 28 %   | 17 %   | 10 %   | 3 %   | 8 %   |
| Forsa                   | 15/12/2021 | 27 %   | 27 %   | 17 %   | 12 %   | 4 %   | 7 %   |
| Infratest dimap         | 24/10/2021 | 22 %   | 31 %   | 17 %   | 13 %   | 3 %   | 7 %   |
| INSA                    | 12/10/2021 | 20 %   | 33 %   | 13 %   | 15 %   | 4 %   | 8 %   |
| Forsa                   | 19/05/2021 | 25 %   | 19 %   | 26 %   | 12 %   | 4 %   | 7 %   |
| INSA                    | 11/05/2021 | 25 %   | 20 %   | 26 %   | 11 %   | 4,5 % | 9 %   |
| Infratest dimap         | 11/04/2021 | 28 %   | 18 %   | 26 %   | 11 %   | 3 %   | 8 %   |
| Infratest dimap         | 31/01/2021 | 37 %   | 17 %   | 24 %   | 8 %    | 3 %   | 6 %   |
| INSA                    | 31/10/2020 | 33 %   | 23 %   | 19 %   | 8 %    | 5 %   | 8 %   |
| Infratest dimap         | 02/09/2020 | 34 %   | 21 %   | 22 %   | 7 %    | 4 %   | 7 %   |
| Infratest dimap         | 14/06/2020 | 37 %   | 20 %   | 20 %   | 7 %    | 4 %   | 7 %   |
| Infratest dimap         | 19/04/2020 | 40 %   | 19 %   | 20 %   | 7 %    | 4 %   | 6 %   |
| Forsa                   | 10/04/2020 | 39 %   | 20 %   | 15 %   | 8 %    | 6 %   | 6 %   |
| Infratest dimap         | 03/11/2019 | 32 %   | 20 %   | 23 %   | 8 %    | 6 %   | 7 %   |
| Mentefactum             | 02/11/2019 | 31 %   | 20 %   | 21 %   | 10 %   | 5 %   | 10 %  |
| Forsa                   | 17/08/2019 | 29 %   | 18 %   | 24 %   | 11 %   | 5 %   | 7 %   |
| Infratest dimap         | 24/02/2019 | 30 %   | 23 %   | 17 %   | 12 %   | 6 %   | 9 %   |
|                         |            |        |        |        |        |       |       |
| Dernières élections     | 14/05/2017 | 33,0 % | 31,2 % | 6,4 %  | 12,6 % | 4,9 % | 7,4 % |

## Résultats

### Voix et sièges
|                          |                                                      |                                                      |                  |                  |                  |                  |           |       |       |        |              |               |
| Partis                   | Partis                                               | Partis                                               | Circonscriptions | Circonscriptions | Circonscriptions | Circonscriptions | Liste     | Liste | Liste | Liste  | Total sièges | +/−           |
| Partis                   | Partis                                               | Partis                                               | Votes            | %                | Sièges           | +/−              | Votes     | %     | +/−   | Sièges | Total sièges | +/−           |
|                          | Union chrétienne-démocrate d'Allemagne (CDU)         | Union chrétienne-démocrate d'Allemagne (CDU)         | 2 607 763        | 36,57            | 76               | 4                | 2 552 337 | 35,71 | 2,75  | 0      | 76           | 4             |
|                          | Parti social-démocrate d'Allemagne (SPD)             | Parti social-démocrate d'Allemagne (SPD)             | 2 092 815        | 29,35            | 45               | 11               | 1 905 033 | 26,66 | 4,56  | 11     | 56           | 13            |
|                          | Alliance 90/Les Verts (Grünen)                       | Alliance 90/Les Verts (Grünen)                       | 1 269 484        | 17,80            | 7                | 7                | 1 299 580 | 18,19 | 11,84 | 32     | 39           | 25            |
|                          | Parti libéral-démocrate (FDP)                        | Parti libéral-démocrate (FDP)                        | 390 084          | 5,47             | 0                | en stagnation    | 418 448   | 5,89  | 6,66  | 12     | 12           | 16            |
|                          | Alternative pour l'Allemagne (AfD)                   | Alternative pour l'Allemagne (AfD)                   | 368 314          | 5,17             | 0                | en stagnation    | 388 893   | 5,44  | 1,92  | 12     | 12           | 4             |
|                          | Die Linke (Linke)                                    | Die Linke (Linke)                                    | 162 075          | 2,27             | 0                | en stagnation    | 146 611   | 2,05  | 2,85  | 0      | 0            | en stagnation |
|                          | Die PARTEI (PARTEI)                                  | Die PARTEI (PARTEI)                                  | 82 678           | 1,16             | 0                | en stagnation    | 75 857    | 1,06  | 0,41  | 0      | 0            | en stagnation |
|                          | Parti de protection des animaux (Tierschutzpartei)   | Parti de protection des animaux (Tierschutzpartei)   | 7 486            | 0,11             | 0                | en stagnation    | 75 763    | 1,06  | 0,41  | 0      | 0            | en stagnation |
|                          | Parti des bases démocratiques d'Allemagne (dieBasis) | Parti des bases démocratiques d'Allemagne (dieBasis) | 55 243           | 0,78             | 0                | en stagnation    | 59 937    | 0,84  | Nv    | 0      | 0            | en stagnation |
|                          | Électeurs libres (FW)                                | Électeurs libres (FW)                                | 34 894           | 0,49             | 0                | en stagnation    | 49 957    | 0,70  | 0,31  | 0      | 0            | en stagnation |
|                          | Volt                                                 | Volt                                                 | 27 764           | 0,39             | 0                | en stagnation    | 45 072    | 0,63  | Nv    | 0      | 0            | en stagnation |
|                          | Autres                                               |                                                      |                  |                  |                  |                  |           |       |       |        |              |               |
|                          |                                                      |                                                      |                  |                  |                  |                  |           |       |       |        |              |               |
| Votes valides            | Votes valides                                        | Votes valides                                        | 7 130 333        | 99,02            |                  |                  | 7 146 588 | 99,24 |       |        |              |               |
| Votes blancs et nuls     | Votes blancs et nuls                                 | Votes blancs et nuls                                 | 70 877           | 0,98             | 54 622           | 0,76             |           |       |       |        |              |               |
| Total                    | Total                                                | Total                                                | 7 201 210        | 100              | 128              | en stagnation    | 7 201 210 | 100   | –     | 67     | 195          | 4             |
| Abstentions              | Abstentions                                          | Abstentions                                          | 5 763 544        | 44,46            |                  |                  | 5 763 544 | 44,46 |       |        |              |               |
| Inscrits / participation | Inscrits / participation                             | Inscrits / participation                             | 12 964 754       | 55,54            | 12 964 754       | 55,54            |           |       |       |        |              |               |

### Analyse sociologique
| Catégorie                      | CDU  | SPD  | Grünen | FDP  | AfD | Linke |
| ------------------------------ | ---- | ---- | ------ | ---- | --- | ----- |
| Catégorie                      |      |      |        |      |     |       |
| Sexe                           |      |      |        |      |     |       |
| Hommes                         | 35 % | 26 % | 17 %   | 7 %  | 7 % | 2 %   |
| Femmes                         | 35 % | 27 % | 20 %   | 5 %  | 4 % | 2 %   |
| Âge                            |      |      |        |      |     |       |
| Moins de 30 ans                | 19 % | 20 % | 25 %   | 13 % | 5 % | 4 %   |
| 30-44 ans                      | 30 % | 20 % | 22 %   | 8 %  | 7 % | 3 %   |
| 45-59 ans                      | 35 % | 25 % | 21 %   | 5 %  | 7 % | 2 %   |
| Plus de 60 ans                 | 44 % | 33 % | 13 %   | 3 %  | 3 % | 1 %   |
| Statut                         |      |      |        |      |     |       |
| Ouvrier                        | 36 % | 32 % | 10 %   | 6 %  | 9 % | 2 %   |
| Employé                        | 34 % | 26 % | 21 %   | 6 %  | 5 % | 2 %   |
| Fonctionnaire                  | 41 % | 24 % | 21 %   | 4 %  | 4 % | 2 %   |
| Indépendant                    | 44 % | 15 % | 20 %   | 8 %  | 5 % | 2 %   |
| Études                         |      |      |        |      |     |       |
| Hauptschulabschluss            | 43 % | 38 % | 7 %    | 3 %  | 5 % | 1 %   |
| Mittlere Reife                 | 39 % | 28 % | 13 %   | 5 %  | 8 % | 2 %   |
| Abitur (baccalauréat)          | 29 % | 27 % | 22 %   | 8 %  | 5 % | 2 %   |
| Hochschulabschluss (supérieur) | 32 % | 20 % | 29 %   | 7 %  | 4 % | 3 %   |

### Analyse
L'Union chrétienne-démocrate du ministre-président Wüst reste en tête avec 36% des voix et enregistre une légère hausse.
Le SPD, en deuxième position, remporte 27% des voix et est en baisse. Cela profite à la gauche écologiste des Grünen qui progresse de plus de 10 points et atteint son meilleur résultat dans la région : 18%.
En quatrième place, les libéraux du FDP dégringolent et se rapprochent dangereusement du seuil électoral, ne récoltent que 6% des voix. 
A l'extrême-droite, l'AfD est en baisse et remporte 5,4% des voix, tout juste au dessus du seuil. 
L'extrême-gauche de Die Linke chute à 2% des voix, largement en dessous du seuil électoral. Deux partis remportent plus d'un pour cent des voix: Die PARTEI et le Parti de protection des animaux.
Bien que la gauche soit en hausse, celle-ci manque de peu d'obtenir la majorité au Landtag. En raison du « cordon sanitaire » appliqué à l'AfD, les seules coalitions possibles sont une coalition noire-verte, une coalition en feu tricolore et une grande coalition.

### Conséquences
Dès le 22 mai, la CDU et les Grünen annoncent leur intention d'entreprendre des discussions exploratoires, qui commencent deux jours plus tard. Les échanges s'achèvent positivement le 28 mai, permettant l'ouverture des négociations pour former une coalition « kiwi » le 31 mai. L'accord de coalition est conclu le 23 juin, marquant la première coopération entre chrétiens-démocrates et écologistes dans le Land le plus peuplé d'Allemagne, et ratifié le 25 juin par les deux partis.
Lors du vote d'investiture organisé le 28 juin au Landtag, Hendrik Wüst est réélu ministre-président par 106 voix pour et 74 voix contre, soit neuf voix de moins que le total des députés de sa coalition présents.